# Amerikanische Kolonialisations-Gesellschaften
Im 19. Jahrhundert entstanden in den USA mehrere Kolonialisations-Gesellschaften, um die „Rückkehr“ von Schwarzen nach Afrika zu fördern. Erfinder der Idee der Gründung von Kolonien für ehemalige schwarze Sklaven in Afrika scheint bereits 1770 der Theologe Samuel Hopkins aus Newport gewesen zu sein. Auch Thomas Jefferson, einer der Gründerväter der Vereinigten Staaten, sprach sich für die Gründung von Kolonien für schwarze Amerikaner weit weg von seinem Heimatstaat Virginia aus und war damit der bedeutendste frühe Anwalt des Gedankens der Gründung von Kolonien für ehemalige schwarze Sklaven. 

## Antriebe für die Gründung der Gesellschaften
Zwei vollkommen gegensätzliche Gruppen weißer Bürger unterstützten diese Gesellschaften. Zum einen Philanthropen und Missionaren, denen es um die Befreiung der afrikanischen Sklaven ging, denen sie anschließend zu ihrem eigenen Besten die „Rückkehr“ nach Afrika ermöglichen wollten (obwohl der größere Teil der Sklavenbevölkerung der USA in Amerika geboren war). Die Idee wurde aber auch von Rassisten befürwortet, die sich kein Zusammenleben mit freien schwarzen Bürgern vorstellen konnten.

## Konkrete Auswirkungen
In die Praxis umsetzen konnten die amerikanischen Gesellschaften ihre Ziele in begrenztem Umfang an den Küsten des späteren Staates Liberia, vergleichbare Bestrebungen in Großbritannien führten dagegen zu Koloniegründungen in Sierra Leone. Die praktischen Auswirkungen auf die Geschichte und Bevölkerungszusammensetzung dieser Staaten waren erheblich, während die tatsächlich erfolgten Rückführungen mit Blick auf die Bevölkerung der USA zahlenmäßig unerheblich waren.

## Liste der Kolonialisationsgesellschaften
- Sierra Leone Company
- Maryland State Colonization Society
- African Colonization Society (1800–1816), im Staat Virginia gegründet, wahrscheinlich Richmond
- American Colonization Society (1817–?) war mit der National Colonization Society verbunden. Samuel John Mills (1783–1818) war der Gründer, gemeinsam mit Robert Finley
- International Migration Society (IMS) (1894–1899), auf Betreiben von Henry McNeil Turner gegründet. IMS brachte erfolgreich drei Schiffe mit Afroamerikanern nach Liberia.
- Liberia Exodus Joint Stock Steamship Company (1877–1880), sandte ein Schiff, die Azornach Liberia auf Veranlassung von Martin Delany.
- The National Colonization Society of America, (gegründet in Washington, D.C., Dezember 1816) Die erfolgreichste der Gesellschaften, wurde zur landesweiten Organisation, in der sich viele bekannte Amerikaner engagierten. Siehe: American Colonization Society
- New York Colonization Society (?–?) war in Liberia in den 1890er Jahren aktiv.
- United Trans-Atlantic Society (1885–1887) entstand in Kansas City auf Betreiben von Benjamin „Pap“ Singleton.